# Carl Johan Koken
Carl Johan Koken (auch: Karl Johann Koken; geboren 8. März 1673; gestorben 1728 in Hildesheim) war ein deutscher Gold- und Silberarbeiter.

## Leben

### Familie
Carl Johan Koken wurde in die Familie Koken hineingeboren als Sohn des in Oelger, vielleicht Oelper oder Oelber tätigen Pastors.
Er heiratete am 8. Mai 1702 Maria Magdalena Brandiß oder Maria Magdalena Brandes (gestorben nach 1743), Tochter des an der St.-Andreas-Kirche in Hildesheim tätigen Opfermannes Friedrich Brandes. Deren Kinder waren
- die Tochter Anna Elisabeth heiratete 1753 Joachim Conrad Böse(n).[1]
- der Sohn Johann Carl Koken (9. Juni 1715 – 15. März 1773) studierte Theologie und wirkte unter anderem als Superintendent.[3]

### Werdegang
Seine Lehre durchlief Carl Johan Koken von 1686 bis 1692 bei Burkhard Johan Weigel I (Borchardt Johan Weigel I) und wurde „Laetare 1703 angenommen.“
Zu Johannis 1710 wurde Christoff Jonas Eilers „auf 7 Jahr“ Kokens Lehrjunge, der mit dessen Erlaubnis ab 1716 bei Friedrich Ulrich Meyer seine Lehre beendete.
Koken, der von 1712 bis 1728 das Amt des Ältermanns wahrnahm, war von 1703 bis 1727 im Vierzeitpfennigregister verzeichnet, nach ihm seine Witwe bis 1743.

## Bekannte Werke
- 1719 datierte Oblatendose in der Kirche in Schulenburg, vormals im Kreis Springe[1]
- Kelch, Schulenburg (Kreis Springe)[1]
- 1725 datierte Oblatendose für die Kirche in Eime, Kreis Alfeld II[1]
- Kelch mit einer Höhe von 17,3 cm für die Kirche in Coppenbrügge, Kreis Hameln[1]